# 阿曽秀昭
阿曽 秀昭（あそ ひであき　1953年10月27日 - ）は、日本の財務官僚。財務省理財局管理課長、四国経済連合会参与、四国財務局長等を務めた。
2023年11月に瑞宝中綬章を受章した。

## 人物
- 岩手県盛岡市生まれ、岩手県立花巻北高等学校卒業[1]。入省時から組合活動に没頭するが、本省及び各地方財務局での勤務を経て、高卒入省者としては異例の財務局長となる[1]。
- 地方経済、特に四国の経済的課題を「雇用」と「防災」としている[3]。
- 少子高齢化の進展に対して、社会保障や農業を中心とした雇用の充実が必要としている[3]。

## 経歴
- 1972年4月 財務省入省　東北財務局盛岡財務部配属[1]
- 2002年7月 財務省　九州財務局　鹿児島財務事務所長[4]
- 2004年7月 財務省　理財局　総務課　理財調査官[1]
- 2007年7月 財務省　理財局　国庫課　通貨企画調整室長[1]
- 2008年7月 財務省　近畿財務局　神戸財務事務所長[1]
- 2009年7月 財務省　四国財務局　総務部長[1]
- 2010年7月 財務省　理財局　管理課長[1]
- 2011年7月 財務省　四国財務局長（同時に四国経済連合会参与に就任）[5]。
- 2012年7月 預金保険機構　監査室長[6]
- 2013年11月 塩事業センター　監事[7]